# Fotófono

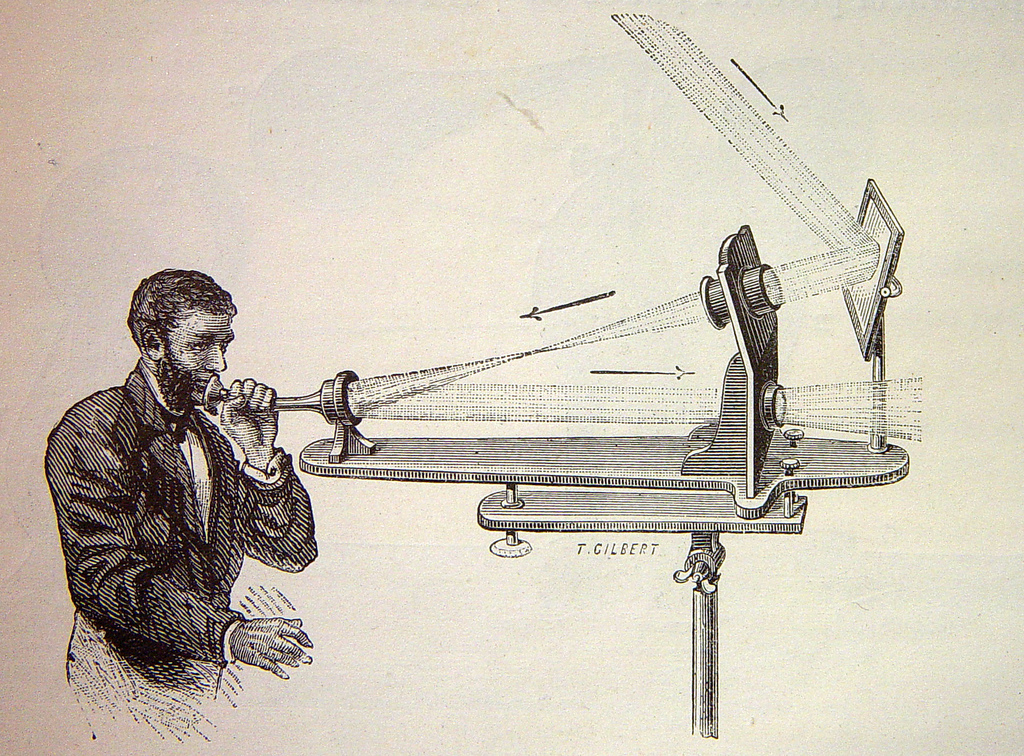
Fotófono emisor (1880-1882).

El fotófono fue un dispositivo que permitía la transmisión de sonido por medio de una emisión de luz, inventado en 1880 por Alexander Graham Bell en colaboración con Charles Sumner Tainter.
Bell opinaba que el fotófono era su invento más importante. De las 18 patentes otorgadas con el nombre de Bell en solitario, y las 12 que compartió con sus colaboradores, cuatro fueron para el fotófono, al que Bell se refirió como su "mayor logro". Poco antes de su muerte, le dijo a un reportero que el fotófono era "el mejor invento [que he] hecho, más grande que el teléfono".

## Diseño

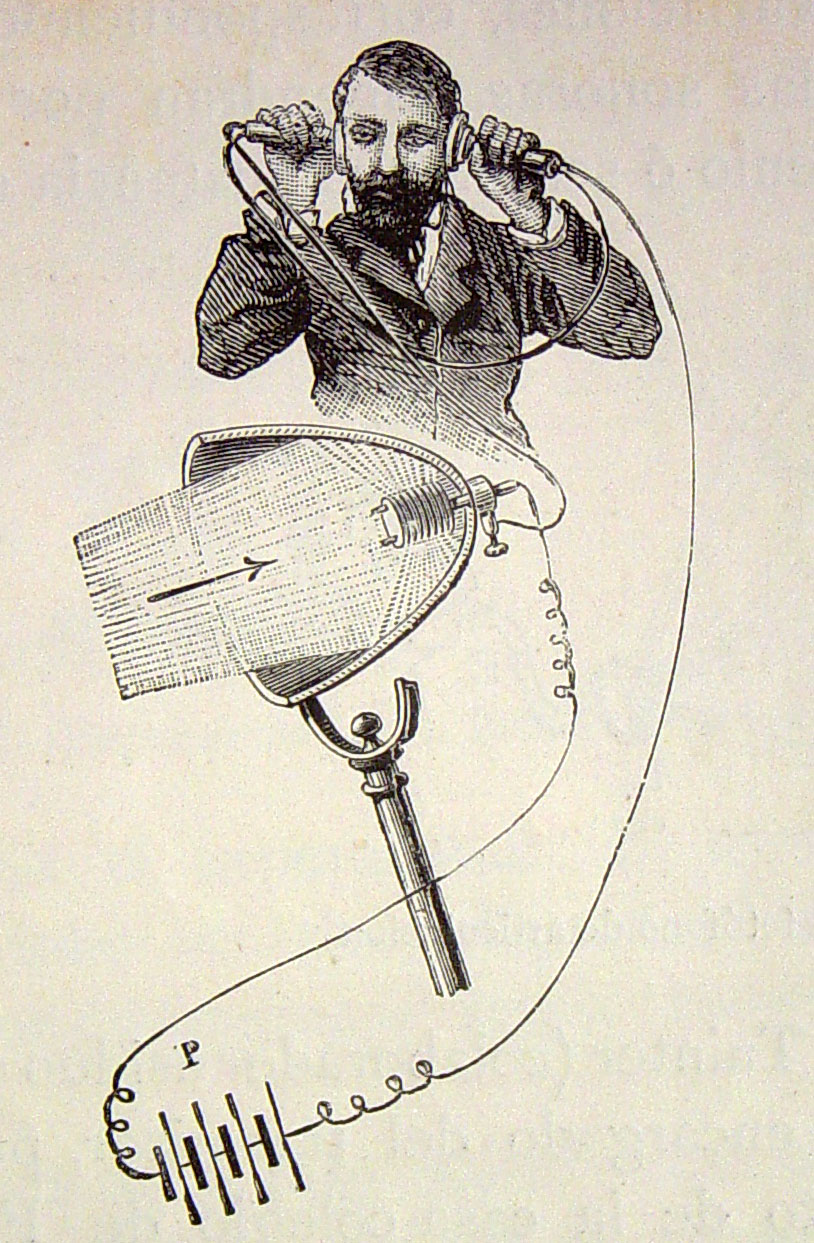
Fotófono receptor.

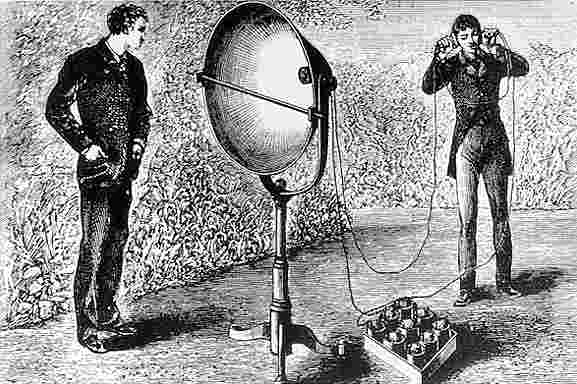
Un receptor del fotófono y unos auriculares, la mitad del sistema de telecomunicaciones ópticas de Bell y Tainter de 1880.

El dispositivo utilizaba celdas sensibles a la luz elaboradas con cristal de selenio, una de cuyas propiedades es que la resistencia eléctrica varía inversamente con la iluminación. El principio básico del fotófono consistía en modular una emisión de luz directamente al receptor, fabricado en selenio, que era donde se conectaba un teléfono. La modulación era hecha por un espejo vibratorio o por un disco rotatorio que periódicamente oscurecían el haz de luz.
La idea no era nueva, el selenio había sido descubierto por Jöns Jakob Berzelius en 1817 y sus propiedades peculiares en forma de cristales o granulado fueron precisadas por Willoughby Smith en 1873. El 13 de junio de 1878 un escritor de iniciales J.F.W. publicó una columna en Nature, preguntando si había sido realizado algún experimento al respecto. Este texto se atribuye a Bell. En su artículo sobre el fotofóno, Bell acreditó a A.C. Brown de Londres con el descubrimiento independiente en 1878, pero Bell y Tainter fueron los primeros en desarrollar un procedimiento exitoso, lo que no se consideraba una tarea fácil debido a que se requería fabricar las celdas de selenio con las características requeridas de resistencia eléctrica.
En un experimento en Washington D. C., el emisor y el receptor fueron situados en diferentes edificios a unos 700 pies (213 m) de separación. El emisor consistía en un espejo que dirigía la luz del sol para ser modulada por un espejo vibratorio y enfocada por un lente que la dirigía al receptor. El receptor consistía de un reflector parabólico con las celdas de selenio en el foco y un teléfono incorporado. Con esta disposición Bell y Tainter obtuvieron éxito para comunicarse claramente.
El fotofóno fue patentado el 18 de diciembre de 1880, pero la calidad de comunicación permaneció siendo pobre y la investigación no fue continuada por Bell. Posteriormente este invento sirvió como base al desarrollo de las comunicaciones utilizando fibra óptica y láser. La patente del fotófono (Patente USPTO n.º 235199 Apparatus for Signaling and Communicating, called Photophone) se emitió en diciembre de 1880, muchas décadas antes de que sus principios llegaran a tener aplicaciones prácticas.

## Partes
El dispositivo constaba de dos partes fundamentales:
- Emisor: un haz de luz potente rebotaba contra un espejo colocado en dirección hacia otro espejo oscilante, que vibraba en respuesta a la luz emitida por el emisor. De este modo, cuando la luz del sol se proyectaba sobre este último espejo, las vibraciones de la voz se superponían con el haz de luz reflejado.
- Receptor: la señal modulada en forma de luz (proveniente del espejo oscilante), se dirige hacia un receptor de selenio, cuyas propiedades le permiten convertir la energía lumínica en voltaje para ser enviado a un teléfono, que transforma la corriente eléctrica en una señal de audio.

## Desarrollos posteriores

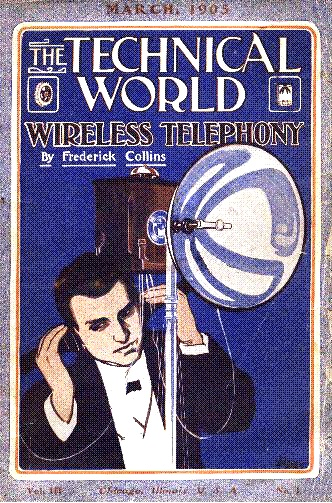
Ernst Ruhmer en la estación de su sistema de teléfono óptico "fotoeléctrico" (1905)

Aunque los investigadores de Bell Telephone hicieron varias mejoras modestas en el diseño de Bell y Tainter, las transmisiones de radio  de Guillermo Marconi comenzaron a sobrepasar el alcance máximo del fotófono a partir de 1897, por lo que su desarrollo se detuvo en gran medida hasta que los experimentos alemanes y austriacos retomaron la idea a comienzos del siglo XX.
El físico alemán Ernst Ruhmer pensaba que la mayor sensibilidad de sus células de selenio mejoradas, combinadas con las capacidades de recepción superiores del "arco de habla" del profesor H. T. Simon, harían que el fotófono fuera práctico en distancias más largas. Ruhmer llevó a cabo una serie de transmisiones experimentales en el río Havel y en el lago Wannsee en 1901 y 1902. Informó haber logrado enviar transmisiones en buenas condiciones a distancias de 15 kilómetros () con igual éxito durante el día y la noche. Continuó sus experimentos en Berlín hasta 1904, junto con la Armada alemana, que suministró reflectores de alta potencia para su uso en las transmisiones.
El sistema alemán de Siemens & Halske incrementó el alcance del fotófono utilizando lámparas de arco de carbono moduladas por corriente, que proporcionaron un alcance útil de aproximadamente 8 km. Produjeron unidades comercialmente para la Marina alemana, que se adaptaron aún más para aumentar su alcance hasta los 11 km utilizando la luz de reflectores antiaéreos modulados por voz.
La investigación del Almirantazgo británico durante la Primera Guerra Mundial dio como resultado el desarrollo de un modulador de espejo vibratorio en 1916. Las células receptoras de molibdenita, más sensibles, que también tenían una mayor sensibilidad a la radiación infrarroja, reemplazaron a las células de selenio más antiguas en 1917. Los gobiernos de Estados Unidos y Alemania también trabajaron buscando mejoras técnicas al sistema de Bell.
Hacia 1935, la compañía alemana Carl Zeiss había comenzado a producir fotófonos infrarrojos para los batallones de tanques de la Wehrmacht, empleando lámparas de tungsteno con filtros infrarrojos modulados por espejos o prismas vibrantes. Estos también usaban receptores que empleaban células detectoras y amplificadores de sulfuro de plomo, aumentando su alcance a 14 km en condiciones óptimas. Los ejércitos japonés e italiano también intentaron un desarrollo similar de las telecomunicaciones mediante ondas de luz antes de 1945.
Varios laboratorios militares, incluidos los de los Estados Unidos, continuaron los esfuerzos de investigación y desarrollo en el fotófono hasta la década de 1950, experimentando con lámparas de vapor de alta presión y de arco de mercurio de entre 500 y 2000 vatios de potencia.